# Antiphonarium ad usum chori Rothensis
Das Antiphonarium ad usum chori Rothensis (umgangssprachlich Roter Choralhandschrift) ist eine unter Abt Nikolaus Betscher 1791 entstandene Choralhandschrift von Michael Haydn mit Antiphonen durch das Kirchenjahr, für das Stundengebet der Chorherren der ehemaligen Prämonstratenser Reichsabtei Rot an der Rot in Oberschwaben.

## Geschichte der Choralhandschrift
Die Antiphonie ist eine Art des Musizierens, bei der vorgegebene musikalische Elemente von anderen Stimmen oder Instrumenten beantwortet werden. In diesem Falle ist es der einstimmige Gregorianischer Choral der Ordensleute im Wechsel mit der Orgel, eingebunden in die Liturgie und Kirchenmusik der Prämonstratenser.
Das aufwendig verzierte Buch hatte seinen Platz an der Roter Chororgel, die den Chorgesang der Chorherren begleitete. Abt Nikolaus Betscher und der Roter Chorherr Sigmund Hogl stellten das Antiphonarium zusammen und übermittelten die Komposition am Vorabend der Säkularisation nach Salzburg an Michael Haydn. Haydn schrieb die Orgelstimme zur Begleitung als Generalbass-Stimme.
Im Jahre 1803, nach der Aufhebung der Reichsabtei, ging es verloren. 1929 tauchte es wieder im Besitz des 1845 in Rot an der Rot geborenen Forstrates Karl August Gasser auf. Von dort wurde es über einen Pfarrer aus Esslingen am Neckar an den damaligen Bischof der Diözese Rottenburg-Stuttgart, Joannes Baptista Sproll, übergeben. Seither befindet sich das Antiphonarium im Besitz der Bibliothek der Diözese.
Anlässlich des 200. Todestages von Johann Nepomuk Holzhey, dem Erbauer der Roter Orgeln, wurden Stücke aus dem Antiphonarium am 19. September 2009 von Franz Raml und der Schola Gregoriana Rothensis wieder aufgeführt. Die begleitende Vorträge zu dem Choralhandbuch hielten Konstantin Maier und Gerd Leipold.

## Choräle

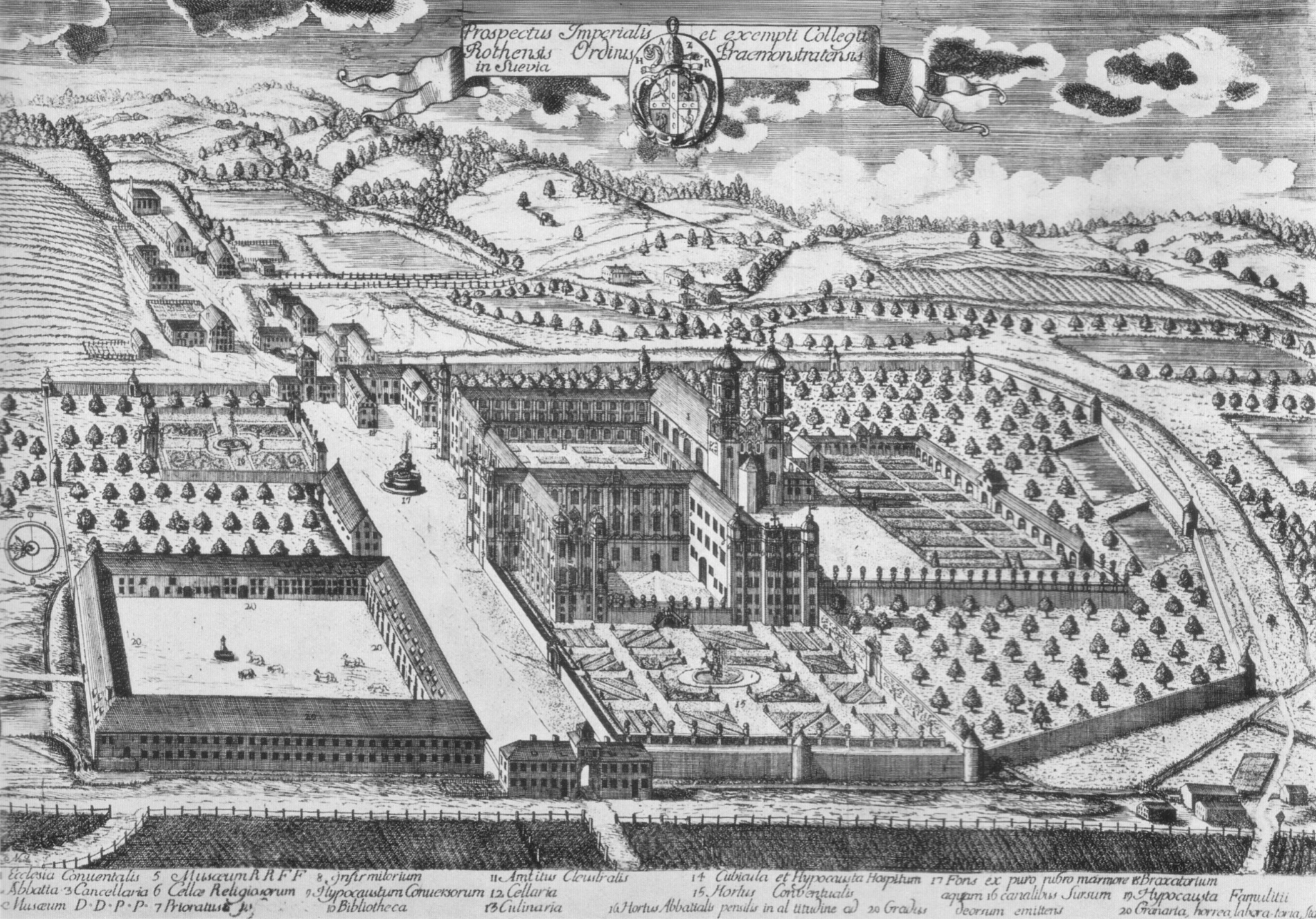
Kloster Rot an der Rot 1736

- O Verena sponsa Christi (Hymne zum Fest der Hl. Verena)
- Veni Sponsa
- Dixit Dominus VII. Ton
- Regina Coeli
- Ave Regina caelorum
- Veni Creator
- Pange lingua
- Te Deum